# Hister matador
Hister matador är en skalbaggsart som beskrevs av Michael S. Caterino 1999. Hister matador ingår i släktet Hister och familjen stumpbaggar. Inga underarter finns listade i Catalogue of Life.